# 2-acetylpyrrool
2-acetylpyrrool is een organische verbinding afgeleid van pyrrool, waarop een acetylgroep is gesubstitueerd op de 2-positie (het stikstofatoom bezet positie 1).
Ze komt in de natuur voor onder meer in tabaks- en theebladeren. Ze kan gesynthetiseerd worden door de Friedel-Craftsacylering van pyrrool met acetylchloride. Ze wordt ook gevormd in de Maillardreactie en komt als smaakstof voor o.a. in popcorn, aardappelchips of geroosterde pinda's, evenals in tabak. De geur wordt omschreven als muf, nootachtig en de smaak als zoet, muf, noot- of thee-achtig.
In de Europese Unie is deze stof ook toegelaten als toevoegingsmiddel in diervoeding voor alle diersoorten.